# Bletia gracilis
Bletia gracilis är en orkidéart som beskrevs av Conrad Loddiges. Bletia gracilis ingår i släktet Bletia och familjen orkidéer. Inga underarter finns listade i Catalogue of Life.